# Ljungs kyrka, Östergötland
Ljungs kyrka är en kyrkobyggnad i Ljung i Linköpings stift. Den är församlingskyrka i  Vreta klosters församling och ligger ca fyra km nordväst om Ljungsbro.

## Kyrkobyggnaden

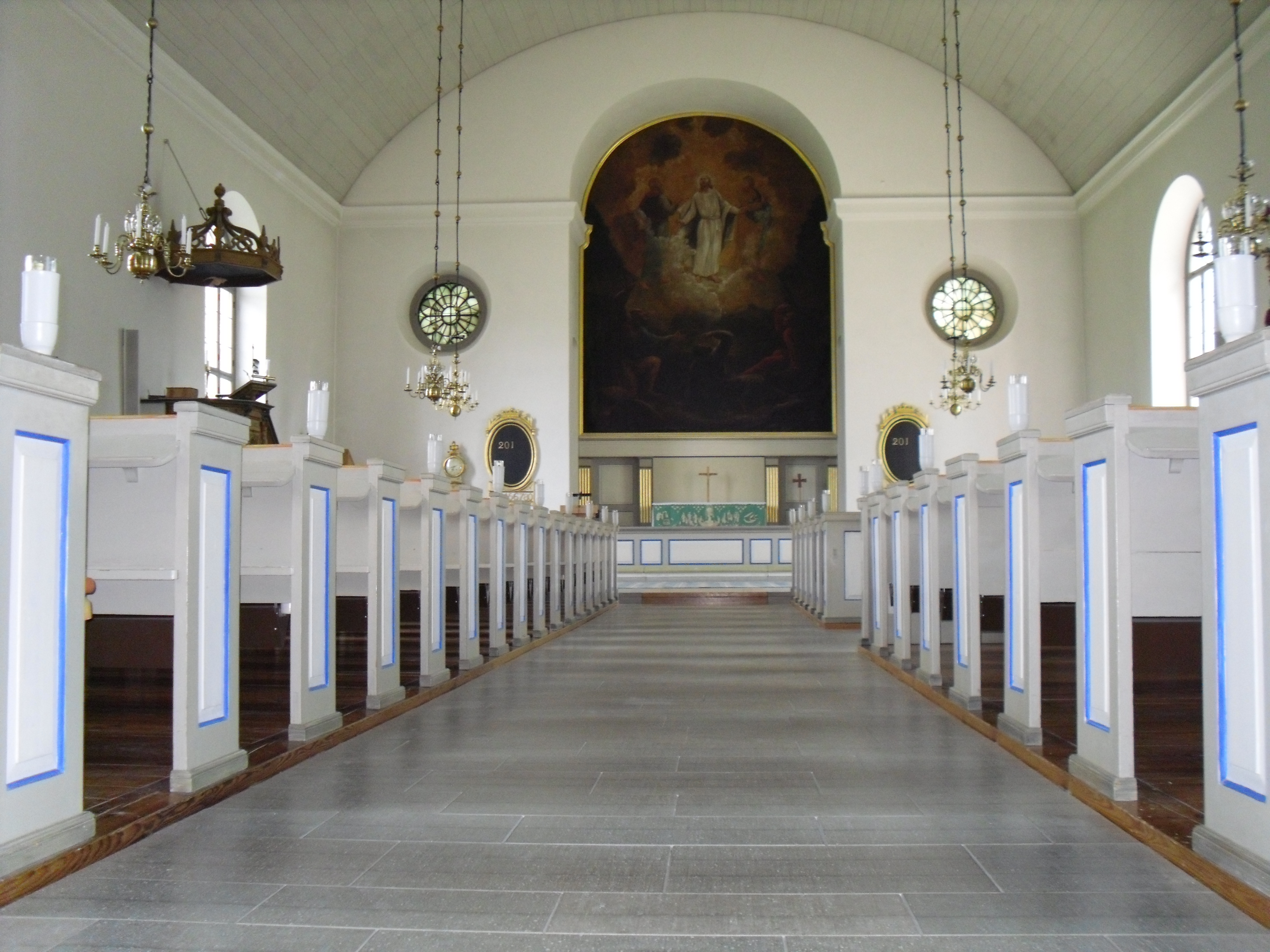
Interiören mot öster.

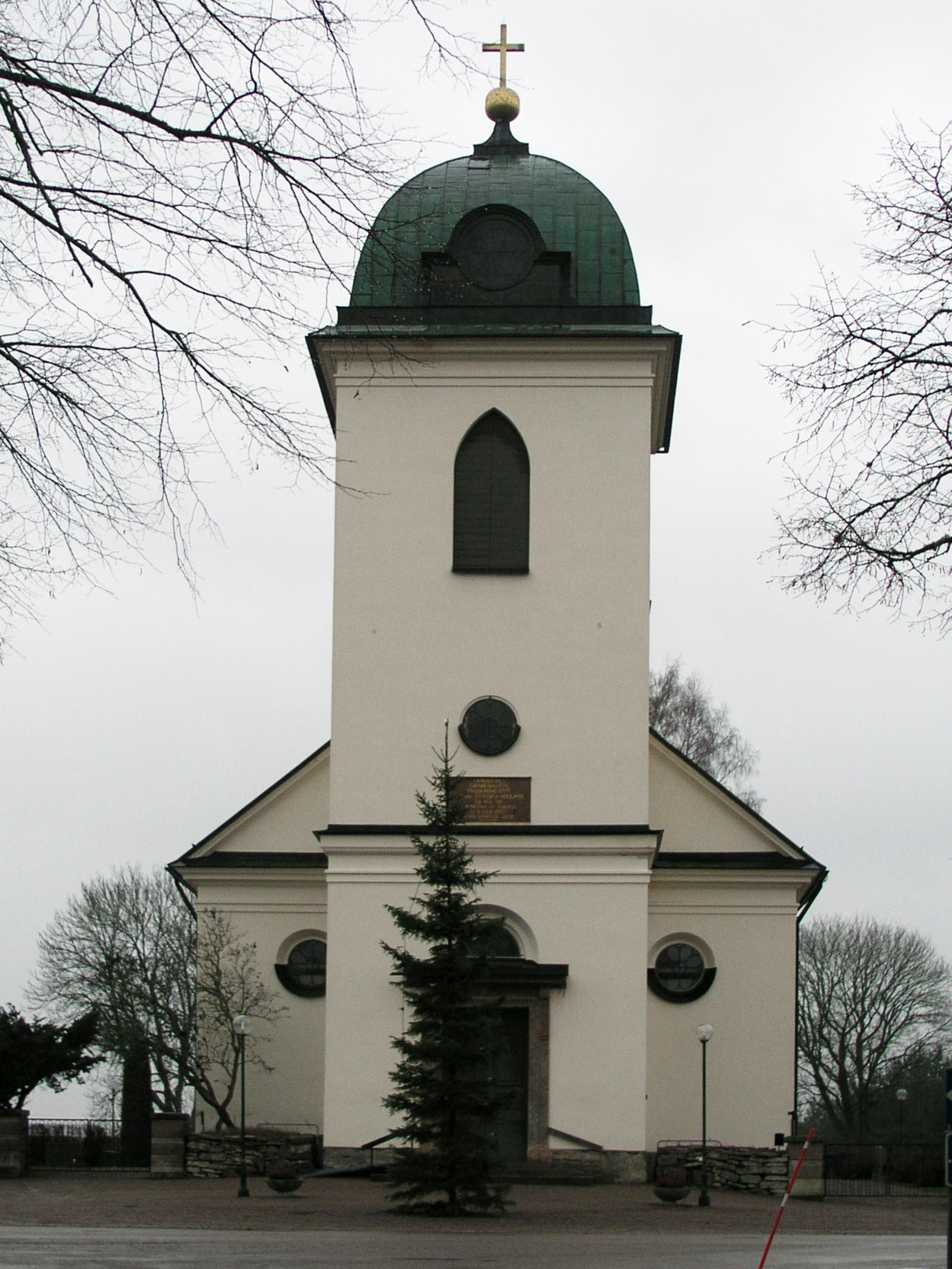
Ljungs kyrka sedd från väster.

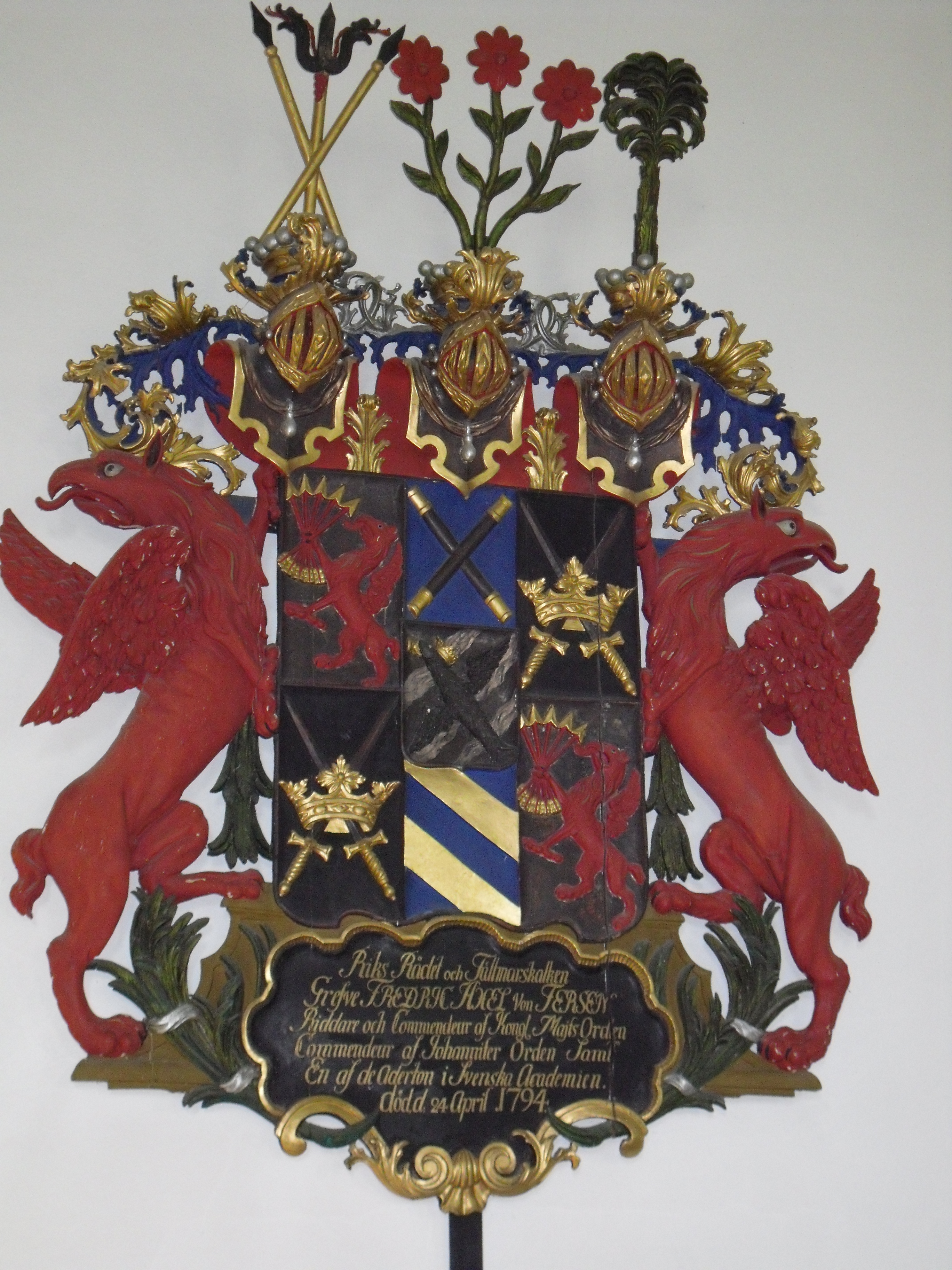
von Fersens epitafium på södra väggen.

Ljungs kyrka är en vitputsad kyrka i nyklassicistisk stil byggd 1795–1797 på initiativ av Fredrik Axel von Fersen, Ljungs slott. En alléväg leder från slottet rakt upp mot västportalen i kyrktornet. Långhuset har stora rundbågiga fönster och tunnvälvt tak. I öster altaret och i en tillbyggnad bakom koret ligger sakristian. Under koret inryms den fersenska släktgriften. Den siste ättlingen, Gustav Hans von Fersen, begravdes där 1839. I väster finns en rymlig orgelläktare. Under läktaren har under senare tid inretts kapprum och ett gustavianskt samtalsrum.

## Historik
Ljungs första kyrka kom till under 1100-talet. Sannolikt liknade den Björkebergs kyrka och var gjord av kalksten. Kyrkan brann 1646, återuppbyggdes igen och försågs med korsarm på grund av att den var alltför liten för den expanderande församlingen. År 1696 fick kyrkan ett torn. Det fanns också en klockstapel där den ena kyrkklockan hängde. I början av 1700-talet förstorades fönstren och genom byggmästare Gabriel Bragners försorg målades kyrkan in- och utvändigt. Åren 1717 och 1719 slog åskan ned.
Carl Fredric Broocman berättar i mitten av 1700-talet: "Kyrkan står på Krono grund, oacktadt at Liungs Frälse-Säteri ägor omgifwa henne å alla sidor, hwilka then tiden, tå Kyrkan funderades, woro Krono, men i förra Seculo blifwit förwandlade til Frälse. En och en half mil är ifrån Kyrkan til Linköping, och håller hon i längden 38 och en half aln, och i bredden så när 11 alnar. Af huggen Kalksten är hon uppmurad med ett högt Torn, som med thes spets til Hanen är wid paß 79 alnar högt ifrån jorden. Til år 1722 har hon warit mycket mörk och haft små fenster, hwilka genom Probsten och Kyrkoherden M. Andr. Duræi berömliga omsorg blefwo uthuggne och större gjorde. Han har ock wårdat sig om thetta HERrans Hus i mång annor måtto; så at Öfwerste-Lieutenantskan, Anna Catharina Burensköld på Siöbacka förärat år 1723 til Kyrkan en wacker Prädikstol; och år 1740 blef Kyrkon beprydd med ett skönt Orgelwerk om 7 stämmor, som af bemälte Probst blef ordenteliga inwigdt then 17 augusti nyßnämnda år. Altartaflan är ifrån Påwetiden, och med Christi, Marie och the 12 Apostlars bilder beprydd, hwarförutan ock Riddar S. Görans med Drakan och en Qwinnos bild ses på Taflan. Uti Kyrkan äro åtskilliga Adeliga Grafwar, af hwilka en förr tilhördt Grefwinnan Maria Fleming, som warit ägarinna till Ljungs Säteri; men hörer nu till Häradshöfdingens, Anders Ahlgrens Änke-Fru och Barn på Siöbacka. [...] Den tredje Grafwen upmurades år 1754, genom General-Lieutenanten och Commendeuren af Kongl. Swerds-Orden, samt Öfwersten af Kongl. Majestets Lif-Guardie, Gref Axel von Fersens anstaltande, at wara ett hwilo-rum för thes Sal. Föräldrar, Præsidenten i Swea Hoff-Rätt, Gref Hans von Fersen, samt hans Grefwinna, Eleonora Margaretha Wachtmeister. [...] Här wil man ej förtiga, at uti Sacristie-muren är ett litet Skåp med jern-dörr och jern-bom före, ther Oblat-Asken och Winkannan med Kalken och Patenen af ålder blifwit insatte och förwarade; hwarom en öfwer Skåps-dörren med Munkstyl antecknad wers lyder sålunda:
|  | Hæc in clausura regitur Christi caro pura, |
|  | Sub cujus cura sit semper nostra figura.   |
Förut nämndes, at wid Kyrkan är ett ansenligen högt Torn, men som thet samma genom wådeld och Åskeslag blifwit skadadt, at Klockorna icke med säkerhet kunna theruti uphängas, så hänga the uti Trästapel. Then större Klockan har en sådan påskrift: Thenna klocka blef afbrænd genom wådeld Anno Christi 1646, och omguten 1647. Elao Nicolai P. i Ljung. Joanne Olai K. vice. P. Then mindre, som är 90 år gammal, sprack år 1747, och wardt samma år omguten i Norrköping, tå hon i wigten blef tilökt, och kostade i omgjutningen med tilsatsen 640 Daler Kopp:mt, hwartil tå i lifwet warande Ägarinna til Ljungs Säteri, Grefwinnan Eleon. Marg. Wachtmeister, med en ansenlig äreskank thet mesta bidrog. På Klockan läses: Rupta iterumque fusa est hæe Campana Anno 1747, XVI librarum pondere adaucta, munificentia Comitissæ Eleonoræ Margarethæ Wachtmeister. Accurante Andr. Duræo, P. & P. Åfwannämnde wådeld upkom then 13 Oct. 1646 uti en byggning, som Öfwersten Hugo Hamilton låtit upsätta intil Kyrkogårds-muren, hwaraf Kyrkan, med Tak, Torn, Altare, Prädikstol, Dörrar och alt öfrigt innanrede; Klockstapeln med bägge Klockorna, Kyrkogårds-muren och Portarna, samt alla Lik-korßen på Grafwarna, tillika med Prestegården och hela Byn ömkeligen i aska lades. Utom thes har Åskan sedermera twänne gånger slagit ned och skadat Tornet, och thet sidst uti Kyrkoherdans Lundbergs tid år 1717 eller 1719, tå Tornet slogs sönder och muren sprack, men ingenthera gången är Kyrkan worden itänd."
Under 1700-talet blev kyrkan ändock för liten; men den var också i behov av större reparationer, varför man i församlingen under lång tid diskuterade olika lösningar, framför allt möjligheten att kunna bygga en helt ny kyrka. År 1777, den 8 oktober, hade Daniel Benedicti Ekerman blivit kyrkoherde i Ljungs & Flistads församlingar. Han tog upp kyrkans bristfälligheter vid hösttinget med Gullbergs härad den 27 september 1786 och anhöll om besiktning. Den 30 september inställde sig domhavande och nämnd vid kyrkan. Närvarande voro prosten Daniel Ekerman, inspektorn Jac. Bergmark, representerande Fredrik Axel von Fersen, och 9 församlingsbor. I protokollet antecknades: "Kyrkan, som år 1646 den 13 oktober avbrunnit, är sedermera åter i ståndsatt, men till sin ålder ej tillförlitligen kan utrönas, är byggd av kalksten och blev till dess yttre och inre beskaffenhet noga besiktigad, varvid befanns Tornmuren och dess valv, ganska bräcklig och omkring de järnband som den hittills sammanhållit, nog rämnad så att dess fall snart förestår. Murarna på långsidan tvärt igenom på flera ställen sönderspruckna, valven inuti, ifrån tornet ända fram i koret å bägge sidor lossnande ifrån muren redan tillräckligt äventyrar för församlingen vid gudstjänsternas bevistande. Nykyrkan eller Sjöbacka gravkoret å södra sidan med sitt valv i samma skick. Vapenhuset även å söder av kalksten och sacristugan mycket gammal, å norra sidan byggd i Romersk smak av tegel jämväl felaktiga och bofälliga samt klockstapeln av träd söder om kyrkan, genom tidens verkningar och ständig nötning snar nybyggnad fordrande."
Greve Fredrik Axel von Fersen var starkt pådrivande i detta och tog resolut tag i saken genom att se till att det anskaffades ritningar till en ny kyrka. Från Överintendentsämbetet i Stockholm fick man två ritningsförslag till en ny kyrka. Båda var ritade av Olof Samuel Tempelman, som var en av den tidens stora och framträdande arkitekter. De visade ett långhus i tre fönsteraxlar och med rundbågiga fönster, det ena hade ett torn med dubbla spetsbågiga ljudluckor och hjälmhuv med lanternin, det andra enkla ljudluckor utan lanternin. Ritningarna framvisades och diskuterades på sockenstämman 1791, och efter diskussion beslöt man sig för att välja det enklare alternativet med ett lägre torn, eftersom det andra ansågs alltför kostsamt. Till byggmästare utsågs Casper Seurling. Fredrik von Fersen var mån om att kyrkan skulle komma till stånd, varför han även sköt till en stor del av byggkostnaden. Vidare kom allt tegel, som kyrkan är byggd av, från von Fersens eget tegelbruk. Byggnadsstarten drog emellertid ut på tiden. Söndagen den 13 september 1795 firade man med vemod, men också förväntan, gudstjänst för sista gången i den gamla kyrkan, och redan följande dag påbörjades rivningen.
Våren 1796 började man mura upp den nya kyrkan med torn och sakristia. Fredrik Axel von Fersen fick tyvärr aldrig se "sin" nya kyrka, eftersom han avled 1794, men exakt ett år efter att man firat sista gudstjänsten i gamla kyrkan, den 13 september 1796, lade änkefrun, grevinnan Hedvig Catharina von Fersen, ner en ask i ett utrymme i altarbordet med olika samtida mynt som ett minne åt eftervärlden. Under 1797 lade man taket och den första söndagen i advent samma år kunde kyrkan tas i bruk.
Den 31 juli 1807 eldhärjades kyrkan, antänd genom ett åsknedslag. Taket, nästan all inredning samt tornet brann upp. Klockorna i tornet smälte och ramlade ned. Man lyckades bara rädda delar av inredningen, predikstolen och altarringen och 2/3-delar av altartavlan, några av kyrkbänkarna och några av orgelpiporna. Skrudarna och sakristian, så när som på ett skåp, klarade sig. Det här var naturligtvis en katastrof för man hade fortfarande skuld på kyrkan. Men med gemensamma ansträngningar och uppoffringar och med starkt stöd från Axel von Fersen den yngre, som skänkte både pengar, virke och tegel till taket kunde man ta kyrkan i bruk på nytt den 17:e söndagen efter trefaldighet, den 9 oktober 1808.
År 1937 restaurerades kyrkan under ledning av arkitekt Johannes Dahl. Bänkinredningen ändrades till slutna bänkkvarter, altartavla och predikstol rengjordes och konserverades och den von Fersenska graven återställdes.
År 1970 renoverades kyrkan varvid den fick nytt ytter- och innertak, nytt golv och ny elektrisk uppvärmning. Under läktaren anordnades kapprum och samtalsrum.

## Fersenska gravkoret
I gravkoret under golvet i kyrkan vilar följande personer av släkten von Fersen:
1. Riksrådet greve Fredrik Axel von Fersen (1719-1794). född och död i Stockholm.
2. Hans hustru, grevinnan Hedvig Catharina De la Gardie (1732-1800). Född och död i Stockholm.
3. Riksmarskalken greve Hans Axel von Fersen (1755-1810). Ogift. Född i Stockholm och lynchad där den 20 juni 1810.
4. Grevinnan Eva Sophie Piper, född von Fersen (1757-1816). Född i Stockholm och död på slottet Löfstad i Östergötland.
5. Överstekammarherren, greve Fabian Reinhold von Fersen (1762-1818). Född och död i Stockholm.
6. Hans hustru, grevinnan Lovisa Sofia Piper (1777-1849). född och död i Stockholm.
7. Majoren, greve Axel von Fersen (1798-1838). Ogift. Född i Stockholm, död i Pisa i Italien.
8. Fabian von Fersen. född 11/1 1800 i Stockholm, död där 11/5 samma år.
9. Majoren, greve Gustaf Hans von Fersen (1802-1839). född och död i Stockholm.
10. Gustaf Hans dotter Ingeborg. Född 12/3 1838 i Stockholm, levde endast en dag.

## Inventarier
- En järnbeslagen trädörr, som kan ha tillhört 1600-talskyrkan, finns nu i sakristian.
- Predikstol från 1600-talet, överflyttad från gamla kyrkan. De tomma fälten var ursprungligen avsedda för bilder av Kristus och evangelisterna. År 1724 färgsattes den av en "målerska från Vadstena".
- Mässkrudar, 2 stycken svarta från 1700-talet, skänkta av greve von Fersen.
- Altartavlan, som föreställer Kristus på förklaringsberget tillsammans med Mose och Elia jämte de överväldigade lärjungarna, Petrus, Jakob och Johannes, nedtill, målades 1803 av hovmålaren Pehr Hörberg. Efter branden 1807 målade Pehr om tavlan.
- Storklockan, omgjuten av Olof Kielander, Örebro.
- Lillklockan, omgjuten av Olof Kielander.

## Orglar

### Orglar i gamla kyrkan
- 1684: En orgelverk installerades i den gamla kyrkan.
- 1740: Jonas Wistenius, Linköping, byggde ett sjustämmigt orgelverk, som förses med fasadprydnader i form av änglar utförda av bildhuggare Niclas Österbom, Norrköping. Orgeln inviges den 17 augusti 1740.

### Läktarorglar i nya kyrkan
- Församlingens organist C. W. Hjelm byggde ett orgelverk i den nya kyrkan.
- 1897: Orgelbyggare Anders Viktor Lundahl (1846-1903), Stockholm, byggde en niostämmig orgel, som Eskil Lundén, Göteborg, byggde om 1907.
- 1930: Bo Wedrup byggde en femtonstämmig tvåmanualig orgel med rörpneumatisk traktur och registratur.

#### Disposition på Wedrups orgel
| Manual I               | Manual II     | Pedal      | Koppel |
| Principal 8'           | Rörflöjt 8'   | Subbas 16' | II/I   |
| Gedackt 8'             | Blockflöjt 4' | Gedackt 8' | I/P    |
| Salicional 8'          | Waldflöjt 2'  | Flöjt 4'   | II/P   |
| Oktava 4'              |               |            |        |
| Traversflöjt 4'        |               |            |        |
| Kvint 2 2/3'           |               |            |        |
| Oktava 2'              |               |            |        |
| Mixtur IV chor. 1 1/3' |               |            |        |
| Trumpet 8'             |               |            |        |

- 1988: Smedmans Orgelbyggeri byggde ett nytt mekaniskt verk. Svarta undertangenter. Ljudande fasad. För fasad, gestaltning och disposition svarade orgelkonsult Carl-Gustaf Lewenhaupt. Invigdes söndagen den 4 december 1988.

#### Disposition på Smedmans orgel
| Huvudverk C-g³        | Öververk C-g³     | Pedalverk C-f¹ | Koppel              |
| Principal 8'          | Flagflöjt 8'      | Subbas 16'     | Öververk/huvudverk  |
| Gedackt 8'            | Principal 4'      | Violon 8'      | Huvudverk/pedalverk |
| Viola di Gamba 8'     | Rörflöjt 4'       | Basun 16'      | Öververk/pedalverk  |
| Octava 4'             | Waldflöjt 2'      |                |                     |
| Spetsflöjt 4'         | Scharf II ch      |                |                     |
| Nasat 3' (eg. 2 2/3') | Vox humana 8'     |                |                     |
| Octava 2'             | Tremulant         |                |                     |
| Mixtur IV ch          |                   |                |                     |
| Trumpet 8' B/D        | Crescendosvällare |                |                     |

### Kororgel
- Instrumentet har ursprungligen stått i Vreta klosters kyrka. Manualen har bruna undertangenter och träfärgade övertangenter. Vikluckor framför manualverket, spjälgaller framför det underliggande pedalverket. Orgeln är hjulburen. År 1998 flyttades instrumentet till Ljungs kyrka och ställdes upp i koret.

## Bildgalleri

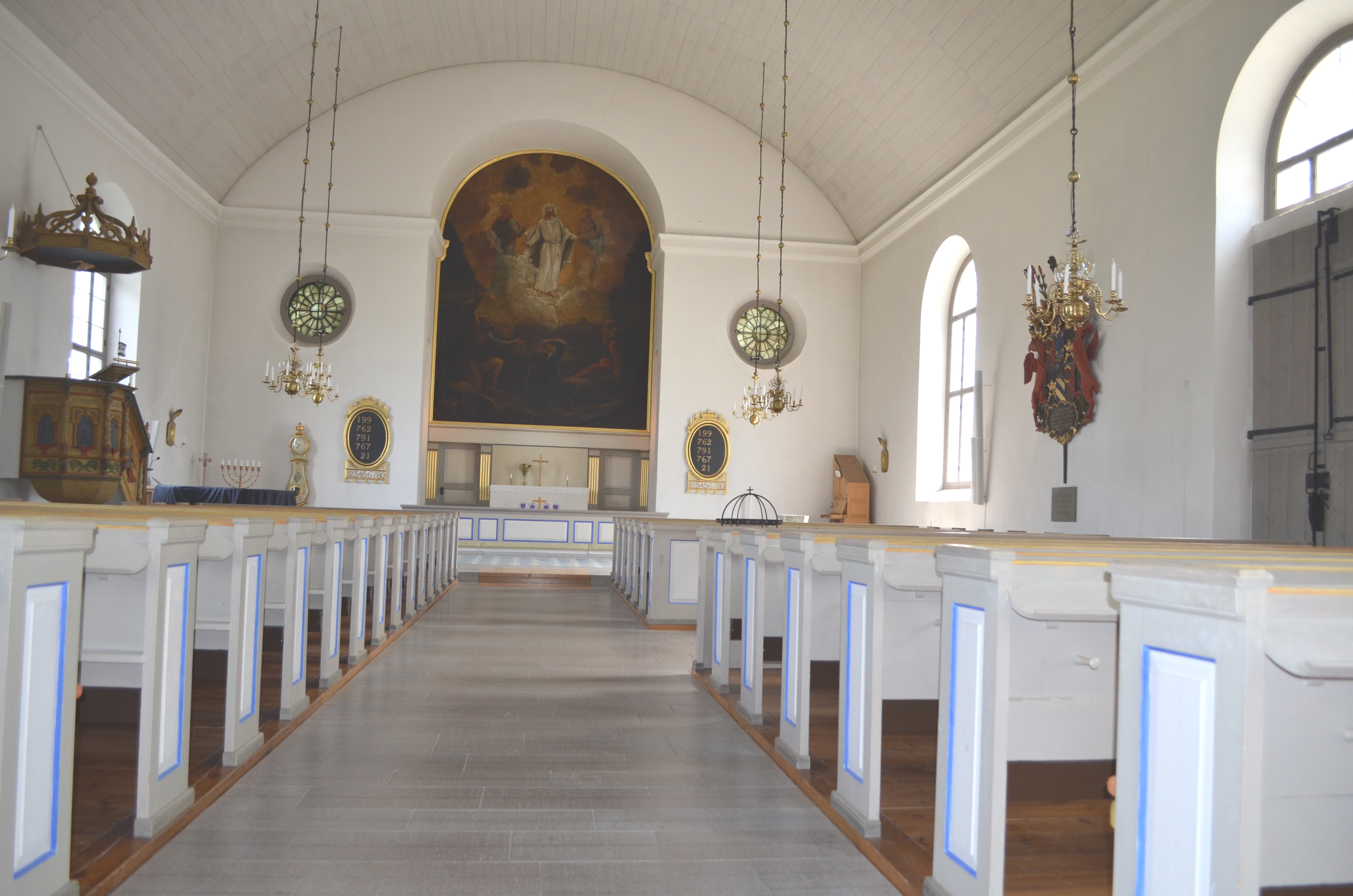
Ljungs kyrkas kyrksal
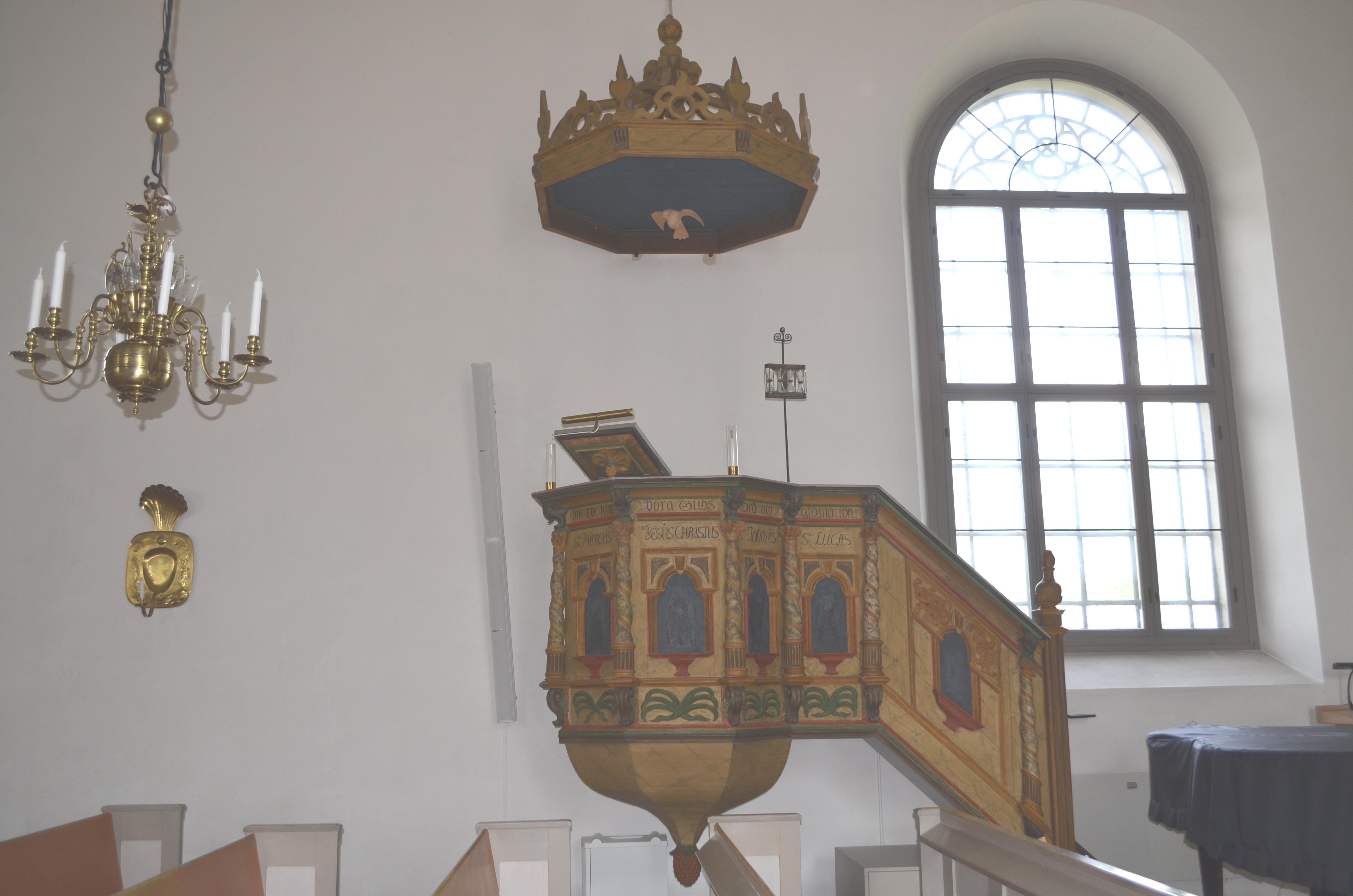
Ljungs kyrkas predikstol
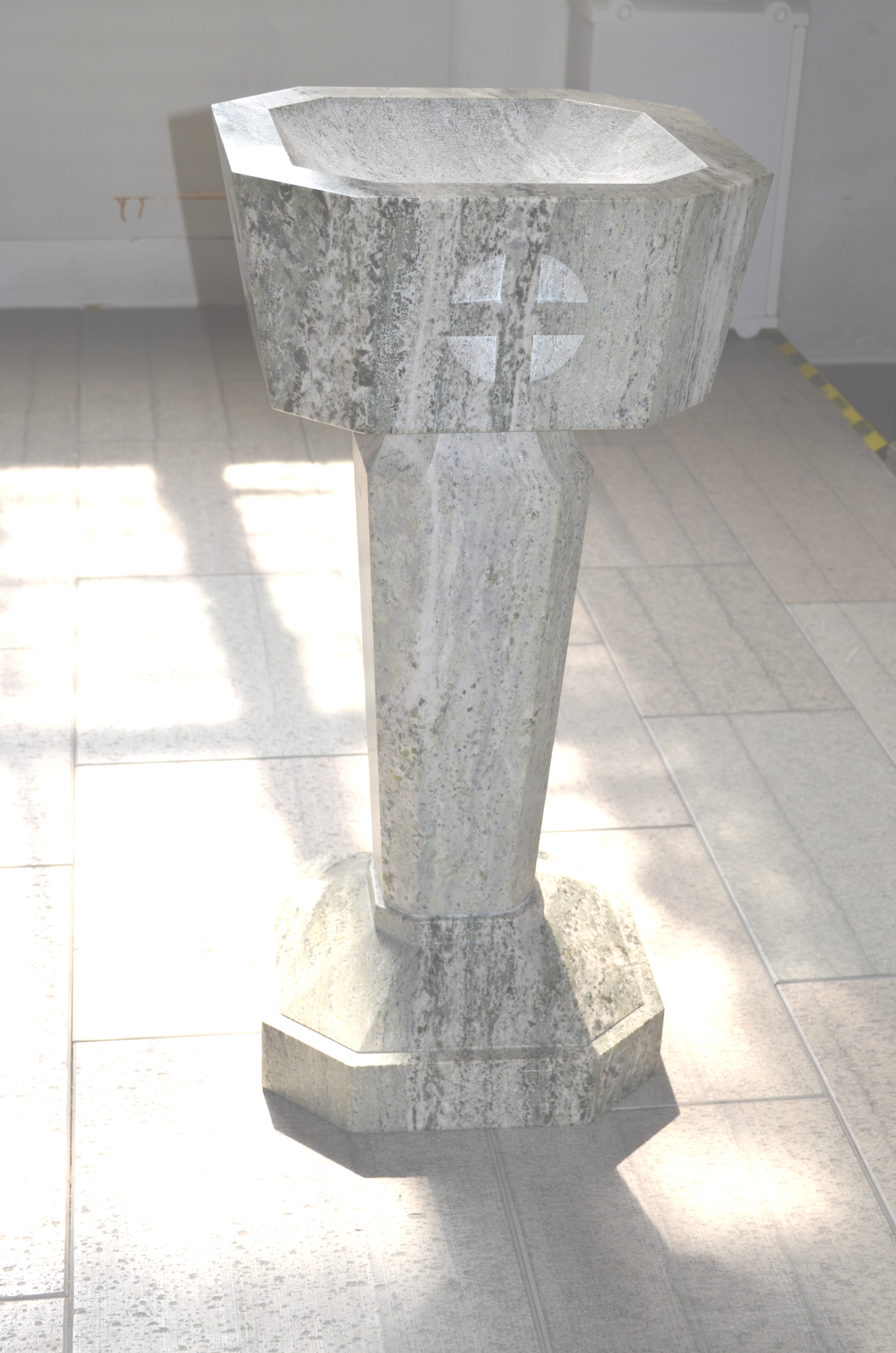
Ljungs kyrkas dopfunt
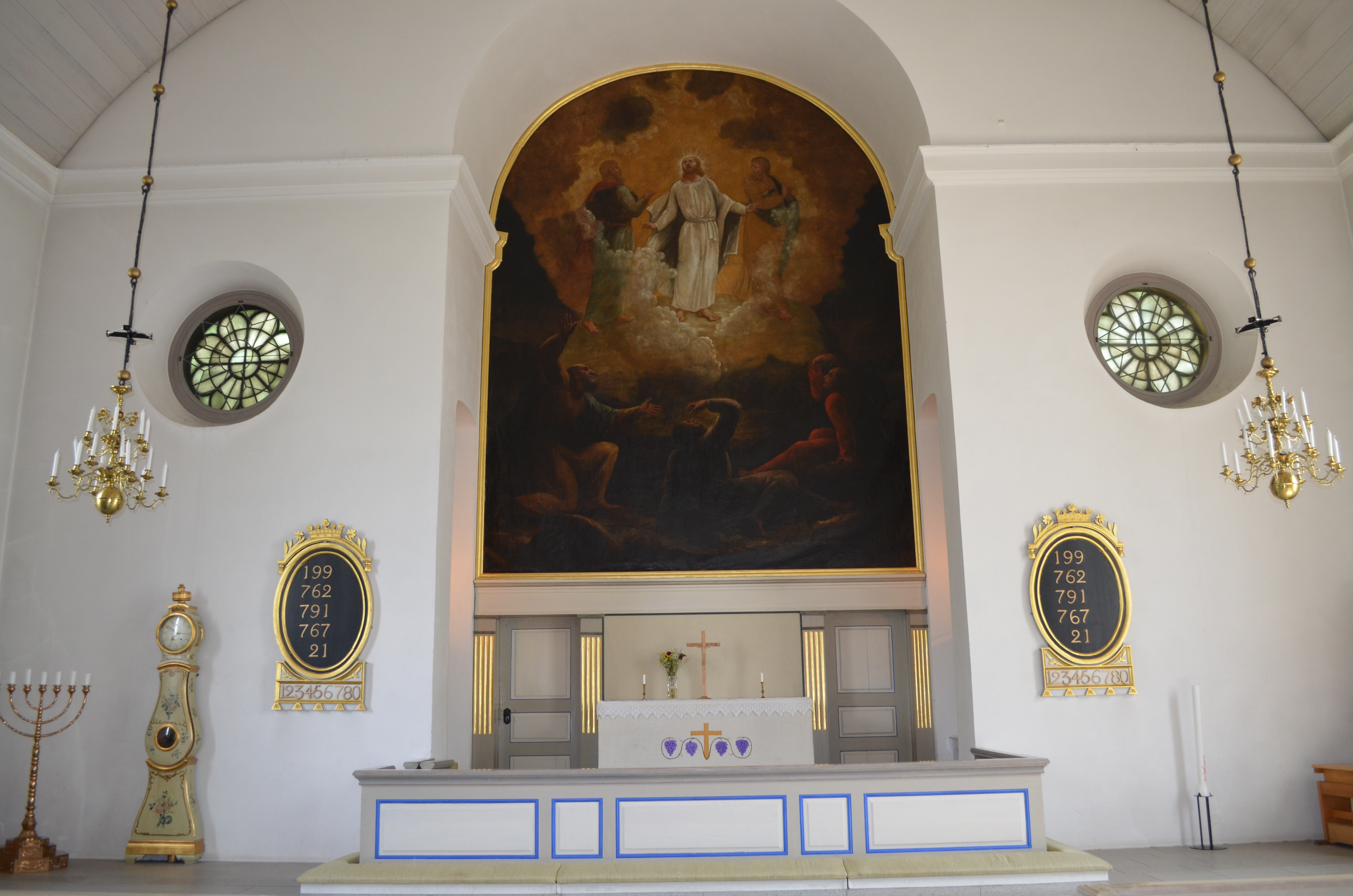
Ljungs kyrkas altare
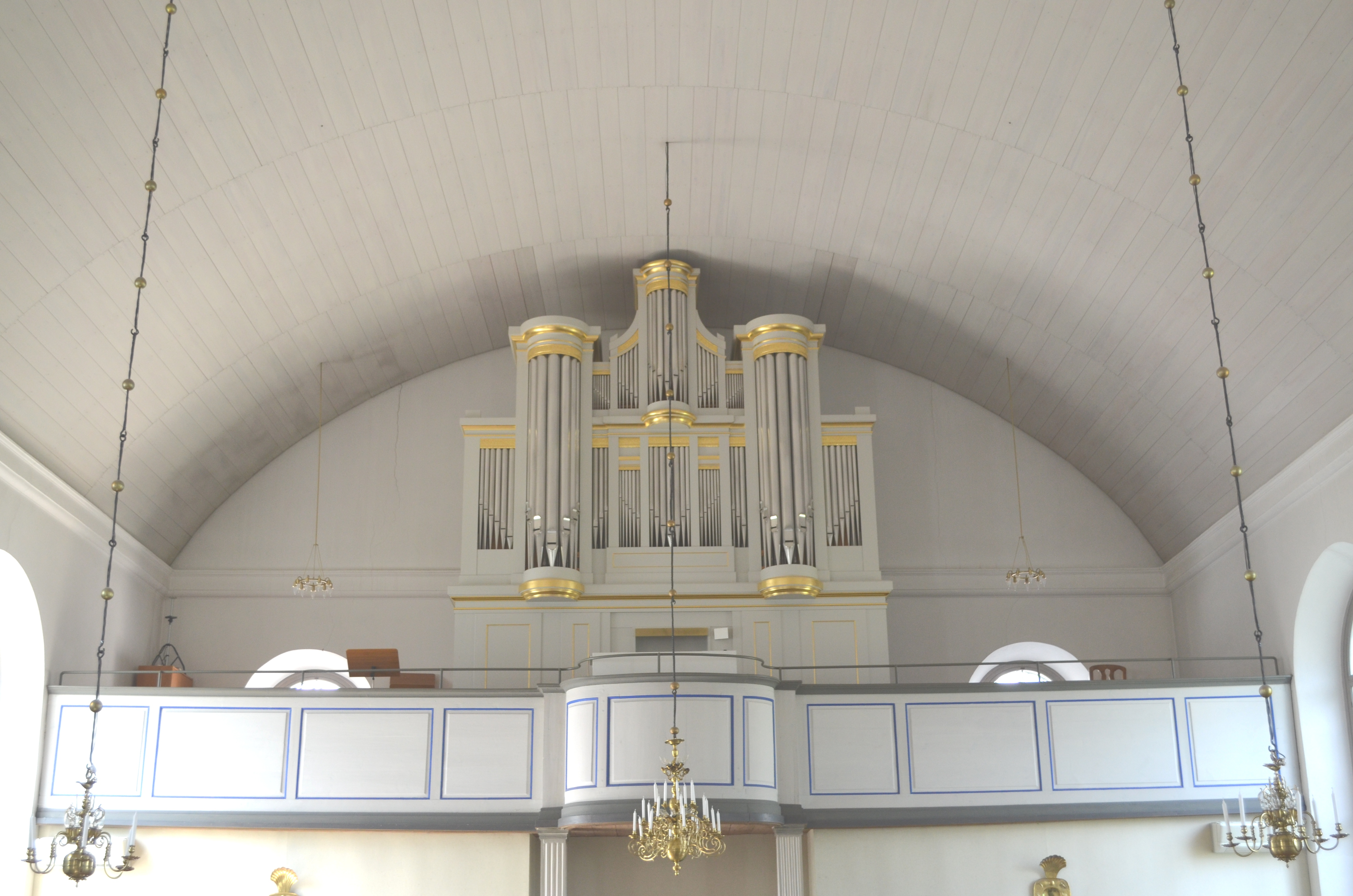
Ljungs kyrkas orgelläktare

### Webbkällor
- anläggningspresentation
- Projekt vid Ljungsbroskolan, klass 9 år 1988